# Тухватуллин, Шакир Динисламович
Шакир (Мухаметшакир) Динисламович Тухватуллин (баш. Шакир (Мөхәмәтшакир) Динислам улы Төхвәтуллин; 16 декабря 1894 — 7 декабря 1937) — деятель Башкирского национального движения. Председатель управы Дуванского кантона Башкурдистана (1918), нарком земледелия Башкирской АССР.

## Биография
Тухватуллин Шакир (Мухаметшакир) Динисламович родился 16 декабря 1894 года в селе Аркаулово Мурзаларской волости Златоустовского уезда Уфимской губернии (ныне Салаватского района Республики Башкортостан. По национальности башкир.
Начальное образование получил в сельском медресе, затем учился в медресе «Галия» (г. Уфа). Позднее по призыву проходил службу в царской армии.
В 1917 году присоединился к Башкирскому национальному движению, участвовал на Всебашкирских курултаях (съездах). В 1918 году занимал должность председателя управы Дуванского кантона Башкурдистана, был помощником воинского начальника кантона. Принимал участие в формировании Добровольческих отрядов, а также в мобилизации населения в башкирские регулярные части.
С января 1919 года работает в Правительстве Башкурдистана. 16 февраля 1919 года штабом Башкирского корпуса в качестве особоуполномоченного направлен в 5-й Башкирский стрелковый полк для оглашения приказа о переходе на сторону РККА. Солдатами 5-го Башкирского стрелкового полка избран делегатом на I Всебашкирский военный съезд.
С февраля 1919 года работает заместителем заведующего агитационно-информационным отделом Башревкома Саид-Гирея Магазова. В марте 1919 года вместе с Аллаберде Ягафаровым работает в Уфе представителем Башревкома при главном
комиссаре продовольствия Восточного фронта РККА, где занимается обеспечением населения Башкирской АССР.
В августе 1919 года назначен военным комиссаром Дуванского кантона Башкирской АССР, избран членом Дуванского кантонного революционного комитета. В январе 1920 года назначен военным комиссаром Аргаяшского кантона Башкирской АССР. В мае 1920 года избран кандидатом в члены президиума Башкирского областного комитета РКП (б).
В связи с принятием 20 мая 1920 года декрета ВЦИК и СНК РСФСР «О государственном устройстве Автономной Советской Башкирской Республики», члены Башревкома в знак протеста уходят в отставку и уходят в Среднюю Азию. То же самое сделал Тухватуллин, однако в 1921 году он возвращается и начинает работать в Народном комитете просвещения Башкирской АССР. Позднее направлен в Москву в качестве заместителя представителя Башкирской АССР при Наркомнаце РСФСР.
В 1924—1925 годах является заместителем представителя Башкирской АССР при Президиуме ВЦИК, затем назначен народным комиссаром земледелия Башкирской АССР. За минувшую работу в «правительстве Валидова» был исключен из рядов РКП (б) и снят с должности. Позднее работал секретарем бюро связи «Башкоопхлебсоюза».
19 января 1930 года был подвергнут аресту, обвинён по статье 58-13 УК РСФСР и на 5 лет отправлен в тюрьму. Реабилитирован 14 февраля 1991 года.
19 октября 1937 года вновь был арестован, обвинён по статьям 58-2, 58-6, 58-7, 58-8, 58-10, 58-11 и приговорён к смертной казни. 7 декабря 1937 года расстрелян. Реабилитирован 30 июня 1956 года.